# Meadow View Addition
Meadow View Addition es un lugar designado por el censo ubicado en el condado de Minnehaha en el estado estadounidense de Dakota del Sur. En el Censo de 2010 tenía una población de 538 habitantes y una densidad poblacional de 191,45 personas por km².

## Geografía
Meadow View Addition se encuentra ubicado en las coordenadas 43°37′25″N 96°42′4″O / 43.62361, -96.70111. Según la Oficina del Censo de los Estados Unidos, Meadow View Addition tiene una superficie total de 2.81 km², de la cual 2.81 km² corresponden a tierra firme y (0.09%) 0 km² es agua.

## Demografía
Según el censo de 2010, había 538 personas residiendo en Meadow View Addition. La densidad de población era de 191,45 hab./km². De los 538 habitantes, Meadow View Addition estaba compuesto por el 87.92% blancos, el 0.37% eran afroamericanos, el 1.49% eran amerindios, el 2.42% eran asiáticos, el 0% eran isleños del Pacífico, el 4.09% eran de otras razas y el 3.72% pertenecían a dos o más razas. Del total de la población el 7.43% eran hispanos o latinos de cualquier raza.